# Conisania poelli
Conisania poelli là một loài bướm đêm trong họ Noctuidae.